# CivCity: Rome
CivCity: Rome es un videojuego de construcción de ciudades, lanzado en julio de 2006 en América del Norte y Europa. Fue desarrollado por el diseñador Simon Bradbury bajo la dirección de Sid Meier con los estudios Firaxis Games y Firefly Studios. Este videojuego trata de construir ciudades a lo largo de la historia de Roma y llevarlas hacia su esplendor.

## Sistema de juego
El objetivo del juego consiste en recrear el estilo de vida romano y crear ciudades grandiosas. En él se construirán chozas, en las que se alojarán los habitantes. Estos trabajarán y ganarán dinero, pero pedirán recursos que necesiten para su día a día. Poco a poco irán subiendo de estatus y evolucionarán su casa hasta llegar a majestuosos palacios. Se deberán construir también campos de trigo, olivos, viñedos, carnicerías, para darles los recursos básicos así como construir carpinterías, ebanisterías para darles recursos de lujo.
Mientras les hace felices, el jugador deberá vigilar la economía y atender las tareas que te encarga el senado, además de comerciar con otros pueblos para conseguir recursos de los que no dispone y negociar con los excedentes que produzca para obtener dinero. Se pueden controlar hasta los más pequeños detalles, como los salarios que se les pagan y las horas laborales y libres que tendrán los empleados.
También se deberán crear ejércitos. Aunque la mecánica de juego no se basa en batallar, de vez en cuando habrá ataques en el modo campaña y habrá que defenderse de agresores bárbaros. En este aspecto el juego incluye enemigos de la historia romana, como por ejemplo, habrá ataques de elefantes que encabezará Aníbal y sus cartagineses sorteando los Alpes.
Otro aspecto del juego es la investigación. El jugador deberá investigar nuevos avances tecnológicos para mejorar. CivCity: Rome cuenta con más de 70 tecnologías disponibles, que se dividen en varios campos. Las hay militares, que ayudan a crear mejores armas; económicas, para recaudar más impuestos; sanitarias, que aportan avances médicos, etc. Se puede observar a los ciudadanos hacer su vida. Van al puesto de trabajo, trabajan, vuelven a casa, descansan y recogen cosas necesarias como agua, aceite, carne o ropa.

### Campaña
La campaña principal consta de un total de 12 misiones, 7 pacíficas y 5 militares. Se empieza con una misión pacífica. Después de superar la misión, te envían a otra ciudad con otros objetivos. Al pasar la segunda misión pacífica se abre la primera militar y la tercera pacífica. A partir de este punto, se elige el camino por el que seguir, aunque se pueden realizar cualquier misión en cualquier momento e ir alternándolas o repitiéndolas.

### Civilopedia
El videojuego trae una enciclopedia llamada Civilopedia, al igual que en los juegos de la serie Civilization. En ella se puede consultar hechos históricos reales, como el uso que los romanos daban a los edificios y cómo estaban hechos, además de las cualidades de dicho edificio a efectos de juego. 